# Kasteel van Meerbeek (Boortmeerbeek)

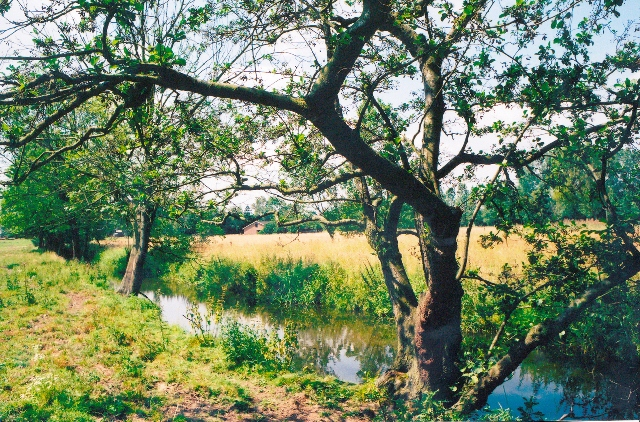
Gracht van voormalig kasteel van Meerbeek

Het Kasteel van Meerbeek is een voormalig kasteel in de Vlaams-Brabantse plaats Boortmeerbeek, gelegen aan Dreef 8.

## Geschiedenis
Hier bevond zich een feodaal kasteel dat in 1656 en 1696 werd afgebeeld. Het betrof een waterkasteel met kantelen en hoektorens. Ook een neerhof werd afgebeeld. In 1820 was het verval al ingetreden, maar de grachten waren nog in stand. De bewoner was toen graaf Charles-Ferdinand-Joseph d'Oultremont (1789-1852). In 1847 werd het kasteel, op last van de gravin, afgebroken. De boerderij bleef bewaard. Het poortgebouw werd vergroot tot een boerderij. Deze werd in 1964 gesloopt en met het materiaal ervan werd een bungalow gebouwd. De grachten bleven bewaard.